# Entwicklungsindikator
Die Entwicklungsindikatoren zeigen den wirtschaftlichen und sozialen Stand eines Landes. Nachfolgend werden einige Entwicklungsindikatoren dargestellt.

## Bruttonationaleinkommen / Bruttoinlandsprodukt
Das Bruttonationaleinkommen (abgekürzt BNE, früher Bruttosozialprodukt) ist in der Volkswirtschaftlichen Gesamtrechnung ein in Geld angegebenes Maß für das Einkommen der Inländer einer Volkswirtschaft im formellen Sektor.
- Um ca. 30.000 US-$ (pro Kopf) befinden sich die Spitzenländer
- 30.000 – 25.000 = gutes Industrieland
- 25.000 – 6000 = mittlere Entwicklungszone
- unter 6000 = sehr arme Länder

Zum besseren Vergleich zwischen verschiedenen Ländern wird hier oft das kaufkraftbereinigte Bruttoinlandsprodukt pro Kopf verwendet.
Das Bruttoinlandsprodukt (abgekürzt BIP) ist ein Maß für die wirtschaftliche Leistung einer Volkswirtschaft. Es gibt alle neu zur Verfügung stehenden Waren und Dienstleistungen zu ihren aktuellen Marktpreisen an, die im Inland innerhalb einer definierten Periode von In- und Ausländern hergestellt wurden und dem Endverbrauch dienen. Werden Güter nicht direkt weiterverwendet, sondern auf Lager gestellt, gelten sie ebenfalls als Endprodukt (Vorratsveränderungen). Auf Grund der Betrachtung in Marktpreisen ist das (nominale) BIP abhängig von der Inflation der betrachteten Volkswirtschaft. Bei positiver Inflationsrate steigen die Marktpreise und damit auch das nominale BIP.

## Erwerbstätige
Die Erwerbstätigen werden in Wirtschaftssektoren unterteilt:
- Der Primäre Sektor beinhaltet die Bereitstellung der Rohstoffe (Landwirtschaft, Bergbau, Fischerei, Gewinn von Rohstoffen).
- Der Sekundäre Sektor beschreibt die Verarbeitung von Rohstoffen (Industrie und Gewerbe).
- Der Tertiäre Sektor umfasst die Dienstleistungen, Gesundheitswesen, Bildung, Tourismus, Beamten, Militär und Verkehr.

Historisch wuchsen aus dem primären der sekundäre und aus dem sekundären der tertiäre Sektor.

## Analphabeten
Der Anteil der Analphabeten gibt Auskunft über Bildungsstand und Bildungswesen eines Landes.

## Lebenserwartung
Die Lebenserwartung spiegelt Faktoren wie Ernährung, Gesundheitswesen, hygienische Verhältnisse und körperliche Arbeit wider.

## Index der menschlichen Entwicklung
Der Index der menschlichen Entwicklung ist eine dimensionslose Zahl zwischen Null und Eins, kombiniert aus Kenngrößen der Bereiche Einkommen, Bildung und Lebenserwartung. Das Entwicklungsprogramm der Vereinten Nationen veröffentlicht diesen Index üblicherweise in einer Rangliste.